# インスタベース
インスタベース（instabase）は、株式会社Rebaseが運営するレンタルスペースの利用者と掲載者をマッチングさせるプラットフォームサービスである。

## 概要
全国にある貸し会議室やパーティールームなどの検索と予約が簡単にでき、即日利用できるレンタルスペースが数多く掲載されている。
スペース掲載数は全国32,000件以上（2024年01月現在）となっており、スペース検索予約サイトとしては国内最大級である。
また、コロナウイルス感染症の流行による在宅勤務の需要からテレワーク向けのレンタルスペースも掲載しており、「場所に困らない」サービスを目指している。

## 現行の特徴・システム
インスタベースは、主に下記の機能に分類されている。

### instabase
インスタベース（instabase）は、スペースを借りたい人と貸したい人（オーナー）をマッチングさせるサービスである。
スペースの検索から予約まで全てネット上で行うことができ、2018年からはスペース利用者向けにアプリの提供も開始した。
掲載されているスペースは、貸し会議室やパーティールームなど多種多様な用途に対応しており、最適なレンタルスペースを探すことができる。

### instabase Plate
インスタベース プレート（instabase Plate）とは、予約したスペースや指定の住所に飲食をケータリング・デリバリーするサービスである。2019年8月からサービスを開始。
レンタルスペースの予約と飲食の注文を同時に行うことができ、大人数でのパーティー時など目的に合わせた使い方ができる。

## 沿革

### 2014年
- 4月 - 株式会社Rebase設立[2]

- 5月 - レンタルスペース予約・集客サービス「インスタベース」をリリース[3]

### 2018年
- 9月 - スペース利用者向けのiOSアプリの提供開始[4]

- 10月 -「マーケットプレイス」のリリース[5]
  - 株式会社大塚家具と業務提携[6]

- 11月 - インスタベースポイントの提供開始[7]
  - 47インキュベーション株式会社との業務提携[8]

### 2019年
- 3月 - スペース利用者・スペース掲載者を対象とした「インスタベース安心補償」の提供開始[9]

- 7月 - BBQ・グランピングサービスを展開する株式会社G-styleと包括的業務提携[10]

- 8月 - ケータリング・デリバリーの手配ができる「インスタベースPlate」の提供開始[1]

- 9月 - スペース利用者向けのAndroidアプリの提供開始[11]

- 10月 - スペース掲載者向けのiOSアプリの提供開始[12]

### 2020年
- 3月 - サイトトップページリニューアルと新機能追加[13]
- 4月 - 「コミュニティ機能」をリリース[14]

### 2021年
- 2月 - 「EmiCube」を掲載開始[15]
- 6月 - 個室型ワークブース「テレキューブ」を展開するテレキューブサービス株式会社とのAPI連携[16]
- 10月 - instabaseのロゴをリニューアル[17]